# Lubomír Štrougal
Lubomír Štrougal, né le 19 octobre 1924 à Veselí nad Lužnicí (Tchécoslovaquie) et mort le 6 février 2023, est un homme politique tchécoslovaque puis tchèque, Premier ministre de la République socialiste tchécoslovaque de 1970 à 1988.

## Biographie
Après avoir dû travailler dans l'industrie allemande pendant la Seconde Guerre mondiale (voir le décret de nomination pour les citoyens tchèques-allemand : Totaleinsatz), il termine ses études de droit à l'université Charles de Prague. Il entre au Parti communiste de Tchécoslovaquie et, à partir de la fin des années 1950, est membre du comité central.
Entre 1959 et 1961, Lubomír Štrougal est ministre de l'Agriculture, puis jusqu'en 1965, ministre de l'Intérieur.
En 1968, il devient vice-président du gouvernement d'Oldřich Černík. Au début, il est opposé à l'occupation de 1968 de la Tchécoslovaquie par les forces du Pacte de Varsovie, mais plus tard, devient l'un des éminents représentants du régime de Gustáv Husák. Lubomír Štrougal est nommé président du gouvernement de la Tchécoslovaquie le 28 janvier 1970.
Le 11 décembre 1973, il signe avec le chancelier allemand Willy Brandt le traité de Prague qui annule les accords de Munich de 1938 et met fin à tout contentieux territorial entre l'Allemagne et la Tchécoslovaquie.
Il soutient dans les années 1980 le processus de réformes, connu comme la « Perestroïka », engagé par le président soviétique Mikhaïl Gorbatchev. En raison de conflits persistants avec le secrétaire général du parti communiste, Milouš Jakeš, plus conservateur, il démissionne de son poste de président du gouvernement le 12 octobre 1988. Il critique l'état du parti, l'exécutif et la société du moment. Pendant la Révolution de velours, Lubomír Štrougal est l'un des candidats à la présidence du parti communiste, mais quitte ensuite la scène politique avant d'être exclu du parti en février 1990.
L'Office de Documentation et d'enquête sur les crimes de la police communiste de la République tchèque l'a accusé d'avoir empêché, en 1965, une enquête menée pour déterminer les crimes commis par la Sécurité d'État entre 1948 et 1949. Toutefois, le tribunal municipal de Prague a prononcé un non-lieu en 2002 en raison du manque de preuves.
Lubomír Štrougal meurt le 6 février 2023 à l'âge de 98 ans. 4e ancien dirigeant politique le plus âgé du monde à sa mort, il était aussi le plus ancien dirigeant vivant d’un État aujourd’hui disparu.